# Bourail

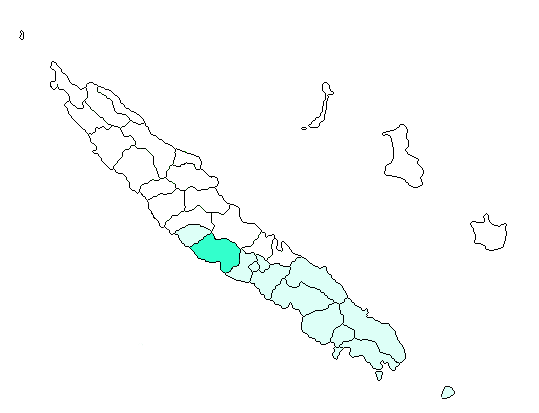
Situació de Bourail

Bourail és un municipi francès, situat a la col·lectivitat d'ultramar de Nova Caledònia. El 2009 tenia 4.999 habitants. Hi ha sis tribus a la comuna, que es classifiquen en dos grups, Oroe (els de la muntanya) i nekue (els de la costa). Quatre d'elles es troben al nord i les altres dues no gaire lluny de la costa.

## Evolució demogràfica
| Població de Bourail (1956-2009) | Població de Bourail (1956-2009) | Població de Bourail (1956-2009) | Població de Bourail (1956-2009) | Població de Bourail (1956-2009) | Població de Bourail (1956-2009) | Població de Bourail (1956-2009) | Població de Bourail (1956-2009) | Població de Bourail (1956-2009) | Població de Bourail (1956-2009) |
| ------------------------------- | ------------------------------- | ------------------------------- | ------------------------------- | ------------------------------- | ------------------------------- | ------------------------------- | ------------------------------- | ------------------------------- | ------------------------------- |
| Població                        | 2.212                           | 2.312                           | 2.433                           | 3.149                           | 3.410                           | 4.122                           | 4.364                           | 4.779                           | 4.999                           |
| Any                             | 1956                            | 1963                            | 1969                            | 1976                            | 1983                            | 1989                            | 1996                            | 2004                            | 2009                            |

## Composició ètnica
- Europeus 55,6%
- Canacs 34,8%
- Polinèsics 3,3%
- Altres, 6,3%

## Història
Fundat el 1867, els primers habitants de la vila foren antics condemnats a treballs forçats als que se'ls concedia terres quan es duplicava la pena a la colònia, amb la finalitat de potenciar la colonització del territori, des d'abril de 1870. El 8 d'octubre de 1871 va ser assignat al Servei de Presons com a centre de colònia penal. Va acollir principalment els cabilenys del Pacífic deportats al territori, un descendent dels quals és l'alcalde Jean-Pierre Aïfa.
El polonès Antoni Berezowski, que el 1867 va intentar assassinar l'emperador Alexandre II de Rússia a París, va viure exiliat a Bourail des de 1886 fins a la seva mort en 1916.
Es va crear una comissió municipal el 31 de desembre de 1886, que es va convertir en un consell municipal el 3 de gener de 1969.

## Administració
| Període   | Identitat        | Partit             |
| --------- | ---------------- | ------------------ |
| 1961-1967 | Marcel Bordes    | UC                 |
| 1967-1977 | Paul Rolly       |                    |
| 1977-2001 | Jean-Pierre Aïfa | UC, després FNSC   |
| 2001-2008 | Guy Moulin       | RPCR               |
| 2008-     | Jean-Pierre Aïfa | Calédonie ensemble |